# Meredith Michaels-Beerbaum
Meredith Michaels-Beerbaum, född 26 december 1969 i Los Angeles, är en ryttare som tävlar i hästhoppning på internationell nivå.
Michaels-Beerbaum vann bland annat guld i världscupen i Göteborg 2008 och var den första kvinna som varit etta på FEI:s (Fédération Equestre Internationale, Internationella hästsportfederationens) lista över världens bästa ryttare. Hon är även känd som svägerska till Ludger Beerbaum, då hon är gift med dennes bror, Markus Beerbaum, en annan berömd hoppryttare.

## Historia
Meredith Michaels föddes 1969 i Los Angeles, och är dotter till filmregissören Richard Michaels. Meredith Michaels började redan som sjuåring i ridskola. Som elvaåring fick hon sin första ponny och blev framgångsrik inom westernridning, då främst i klassen hunt seat, där ryttaren visar prov på horsemanship, det vill säga hur god hand man har med hästar. Hon började även tävla i banhoppning vid tretton års ålder och blev en mycket framgångsrik juniorryttare. Hon tävlade som junior fram tills hon var 17 år.
Under collegetiden flyttade Michaels och studerade politik vid Princeton University men fortsatte med tävlandet. År 1990 kom hon i kontakt med en sponsor som var intresserad av att skicka henne till Europa. Hon skickades med Young Rider-laget till England. 1991 råkade hon dock ut för en allvarlig olycka varvid hon bröt båda handlederna. Men Michaels fortsatte med hästarna och begav till Tyskland för att tränas av den välkände Paul Schockemöhle redan ett halvår efter olyckan. Även om det var tänkt att Michaels bara skulle stanna över sommaren, blev hon kvar i Tyskland och planerade att köpa ett träningscenter för hästar där.
Michaels gifte sig 1998 med hoppryttaren Markus Beerbaum och bytte medborgarskap till tyskt. Hon har tävlat internationellt för det tyska landslaget sedan 1999. År 2002 råkade Michaels-Beerbaum ut för ännu en olycka då hon bröt ett nyckelben, vilket gjorde att hon missade världscupfinalen det året. Året därefter missade hon även Europamästerskapet på grund av ett brutet ben och blev på så sätt borta väldigt länge från ridsporten. Emellertid kom hon framgångsrikt tillbaka 1998 och blev det året den första kvinnliga ettan i FEI:s världsrankning.

## Meriter

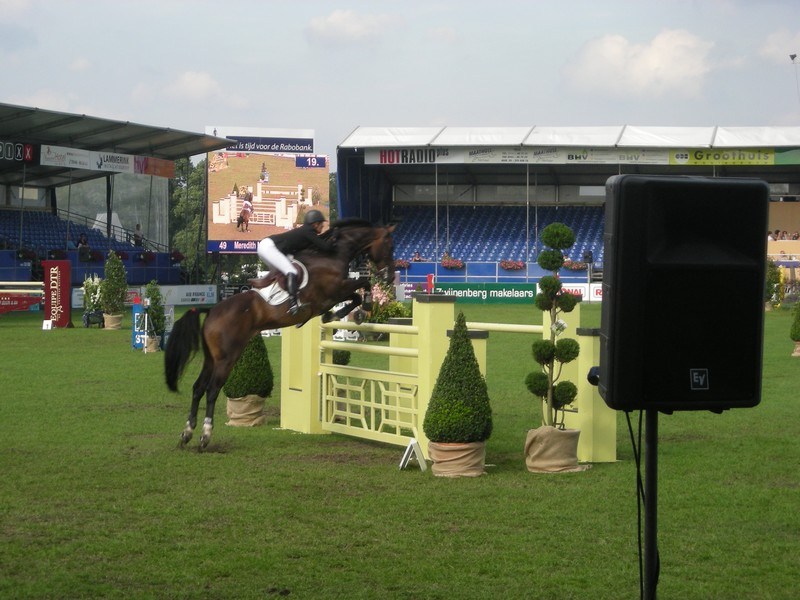
Meredith Michaels-Beerbaum i hästhoppartagen.

### Medaljer

#### Guld
- EM 1999 i Hickstead (lag)
- Världscupen 2005 i Las Vegas (individuellt)
- EM 2005 San Patrignano (lag)
- Världscupen 2008 i Göteborg (individuellt)
- Världscupen 2009 i Las Vegas (individuellt)
- Tyska mästerskapen 2008 i Balve (individuellt)
- EM 2007 i Mannheim (individuellt)
- VM 2010 i Kentucky (lag)

#### Silver
- EM 2007 i Mannheim (lag)
- EM 2015 i Aachen (lag)

#### Brons
- VM 2006 i Aachen (lag)
- VM 2006 i Aachen (individuellt)
- EM 2009 i Windsor (lag)

### Övriga meriter
- Första kvinnan att bli rankad främst på FEI:s lista över världens bästa hoppryttare (december 2004)
- Låg etta på världsrankningen i hela 11 månader i sträck 2008 (februari-december)
- Vunnit damernas tyska mästerskap i hästhoppning två gånger (1999 och 2001)

## Topphästar
- Shutterfly (född 1993) brun hannoveranare e:Silvio I
- Checkmate (född 1995) mörkbrun hannoveranare e:Contender
- Le Mans (född 1995) fuxfärgad Zweibrückerhäst e:Leubus

Shutterfly räknas idag som en av de bästa hopphästarna i världen och Checkmate blev 2005 vald till årets häst i Tyskland. Värd cirka 100 miljoner.